# Castello di Pietragavina
Il castello di Pietragavina è un fortilizio dell'omonima frazione del comune di Varzi in provincia di Pavia.  L'edificio è posto a 860 m s.l.m. sull'altura che sovrasta il borgo di Pietragavina, un villaggio di impianto medioevale, che si trova nell'Oltrepò Pavese sul lato destro della valle Staffora, nei pressi del crinale che la divide dalla val Tidone.

## Storia
Il castello viene citato nel diploma imperiale di Federico Barbarossa del 1164. Sotto la sovranità dello Stato di Milano ebbe come feudatari i Malaspina di Varzi. Nel 1319 Azzolino Malaspina l'ebbe concessa per uno dei suoi figli, si creò quindi un nuovo ramo del casato, quello dei marchesi Malaspina di Pietragavina, estinto nel XV secolo. Passò nel 1449 ai Dal Verme con Pietro Dal Verme, conte di Bobbio e Voghera, della val Tidone e Castel San Giovanni. Nel 1723 fu venduto ai Tamburelli di Bagnaria. Nel 1965 viene completamente ristrutturato, mantenendo invariato l’aspetto originario, trasformandolo in abitazione privata.

## Struttura

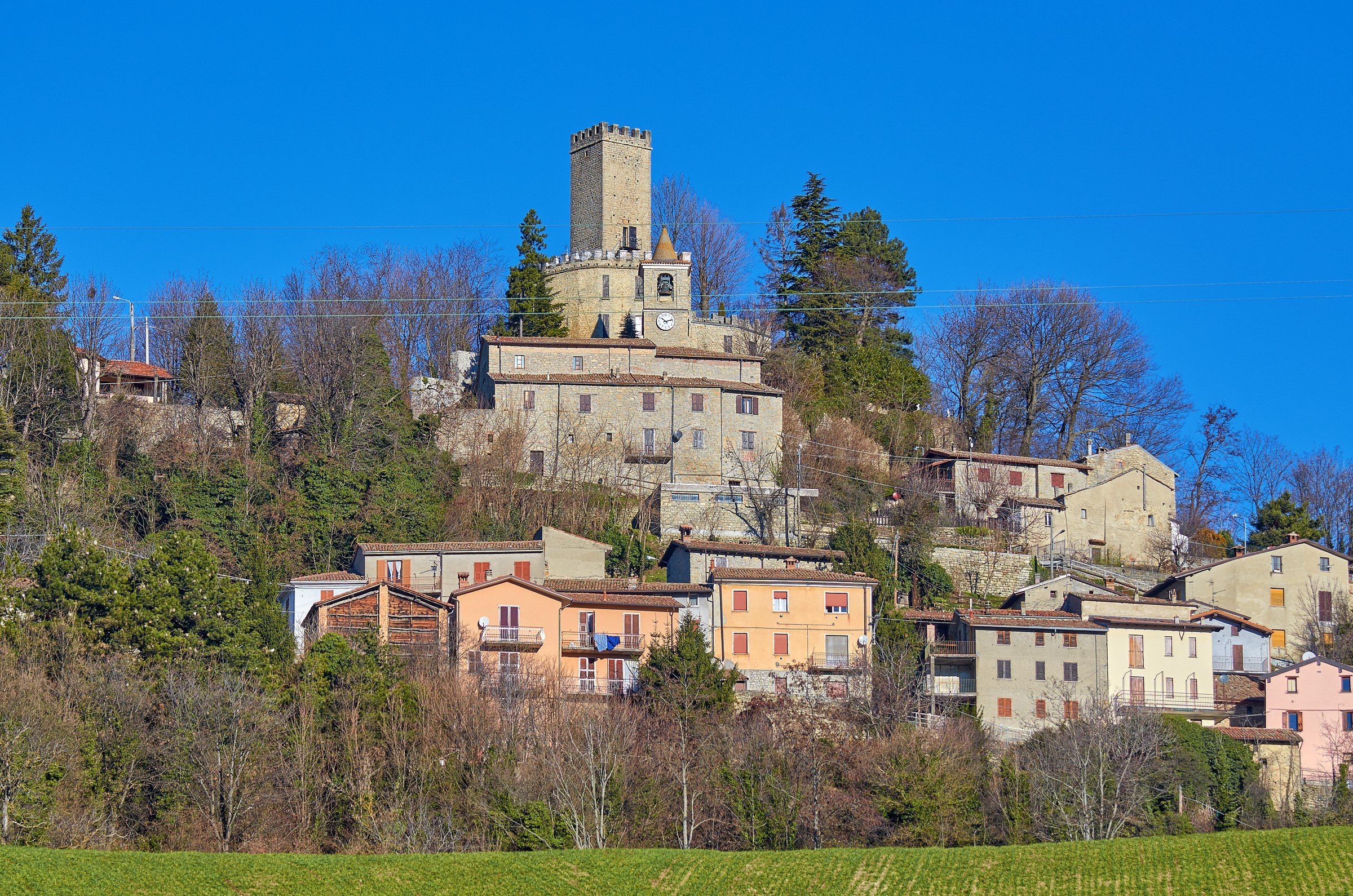
Il castello oggi

Il castello, realizzato in pietra, ha una struttura semicircolare ed è acciambellato intorno al possente mastio; situata sul lato nord vi è una costruzione più bassa, forse frutto di rifacimenti in epoche successive. Il mastio, costruito con funzione di avvistamento, è dotato di merlature guelfe e di piccole feritoie. Il castello conserva gli antichi bastioni ed è circondato dai resti di murature e antiche fortificazioni. Dotato di un giardino di circa 1 000 m² che contiene un antico pozzo, si estende sul lato nord.